# Surfin’ Safari
Surfin’ Safari ist das erste Album der Beach Boys. Es erschien am 1. Oktober 1962. Die Aufnahmen dauerten von April bis September 1962. Produziert wurde das Album von Nick Venet.

## Entstehung
Murry Wilson, Vater von Carl, Dennis und Brian Wilson, sowie erster Manager der Band, hatte im Mai 1962 einen Termin mit Nick Venet, einem jungen Produzenten von Capitol Records, vereinbart. Er brachte ein Demotape mit Beach-Boys-Songs zu dem Termin. Murry Wilson spielte Venet die Stücke vor, und dieser war begeistert. Sofort ahnte Venet, dass er mit Surfin’ Safari und 409 eine Hitsingle für Capitol bei der Hand hatte. Venet wollte 409 als A-Seite veröffentlichen, Bandleader Brian Wilson forderte Surfin’ Safari als A-Seite. Venet setzte seinen Kopf durch, doch wenig später stellte sich heraus, dass Brian Wilson recht behalten sollte, und Capitol tauschte die Seiten um. Surfin’ Safari kam bis auf Platz 14 der Billboard-Charts und machte die Beach Boys zu landesweiten Stars.
Auf den Titeln Surfin’, Surfin’ Safari und 409 ist noch Beach-Boys-Gründungsmitglied Alan Jardine zu hören. Das restliche Album spielte David Marks ein, ein Nachbar der Wilsons, der Alan Jardine zwei Jahre lang ersetzte.
Bis auf die Coverversionen Little Girl (You’re My Miss America), Summertime Blues und Moon Dawg wurden alle Titel von Brian Wilson komponiert. Mike Love schrieb zu drei Wilson-Kompositionen den Text. Gary Usher, der bei den restlichen Stücken als Co-Autor genannt ist, war ein Freund Brian Wilsons und machte Mitte der 1960er Jahre eine Karriere als Sänger, Komponist und Produzent.
Während der Sessions zum Album entstand auch das Lied Land Ahoy, das erst auf Beach Boys Rarities (1983) veröffentlicht wurde. Capitol Records fügten das Lied der Neuauflage Surfin’ Safari/Surfin’ U.S.A. (2001) bei. Das Lied Cherry, Cherry Coupe vom Album Little Deuce Coupe basiert auf der Melodie von Land Ahoy.
Alle Aufnahmen sind in Mono.
Das Album erreichte Platz 32 der US-Billboard-Charts und hielt sich dort für 37 Wochen.

## Titelliste
1. Surfin’ Safari (B. Wilson/M. Love) – 2:05
2. County Fair (B. Wilson/G. Usher) – 2:15
3. Ten Little Indians (B. Wilson/G. Usher) – 1:26
4. Chug-A-Lug (B. Wilson/G. Usher) – 1:59
5. Little Girl (You’re My Miss America) (Catalano/Herb Alpert) – 2:04
6. 409 (B. Wilson/G. Usher) – 2:04
7. Surfin’ (B. Wilson/M. Love) – 2:10
8. Heads You Win, Tails I Lose (B. Wilson/G. Usher) – 2:17
9. Summertime Blues (E. Cochran/J. Capehart) – 2:09
10. Cuckoo Clock (B. Wilson/G. Usher) – 2:08
11. Moon Dawg (D. Weaver) – 2:00
12. The Shift (B. Wilson/M. Love) – 1:52

### Zusätzliche Informationen zu den Liedern
Surfin’ Safari wurde von Chuck Britz produziert, der auch als Toningenieur an den weiteren Aufnahmen der Beach Boys beteiligt war.
County Fair wurde laut Gary Usher, dem Co-Songwriter, innerhalb von zehn Minuten geschrieben.
Ten Little Indians wurde als zweite Single ausgekoppelt, konnte jedoch nur Platz 49 erreichen. B-Seite wurde County Fair.
Little Girl (You’re My Miss America) ist eine Coverversion von Dante & His Friends und war das erste Lied, auf dem Dennis Wilson den Hauptgesangspart übernahm.
409 erreichte als B-Seite von Surfin’ Safari Platz 76 der Charts. Das Lied handelt von einem Chevrolet Impala 409, dem Traumauto von Gary Usher. Das Motorengeräusch im Lied stammt allerdings von Ushers 348er Chevrolet.
Surfin’ erschien bereits im Jahre 1961 auf dem kleinen Plattenlabel Candix Records als Single und wurde in Kalifornien ein Top-5-Chart-Erfolg (Platz 2). National konnte das Lied nur Platz 75 erreichen. Die auf diesem Album veröffentlichte Version war allerdings neu aufgenommen worden.
Summertime Blues ist ein bekannter Rock-’n’-Roll-Klassiker von Eddie Cochran.
Moon Dawg wurde 1960 von der Surfband The Gamblers veröffentlicht und wurde vom Gitarristen der Gruppe, Derry Weaver geschrieben.